# OTX2
OTX2 (англ. Orthodenticle homeobox 2) – білок, який кодується однойменним геном, розташованим у людей на короткому плечі 14-ї хромосоми. Довжина поліпептидного ланцюга білка становить 289 амінокислот, а молекулярна маса — 31 636.
| 10         |  | 20         |  | 30         |  | 40         |  | 50         |
| ---------- |  | ---------- |  | ---------- |  | ---------- |  | ---------- |
| MMSYLKQPPY |  | AVNGLSLTTS |  | GMDLLHPSVG |  | YPATPRKQRR |  | ERTTFTRAQL |
| DVLEALFAKT |  | RYPDIFMREE |  | VALKINLPES |  | RVQVWFKNRR |  | AKCRQQQQQQ |
| QNGGQNKVRP |  | AKKKTSPARE |  | VSSESGTSGQ |  | FTPPSSTSVP |  | TIASSSAPVS |
| IWSPASISPL |  | SDPLSTSSSC |  | MQRSYPMTYT |  | QASGYSQGYA |  | GSTSYFGGMD |
| CGSYLTPMHH |  | QLPGPGATLS |  | PMGTNAVTSH |  | LNQSPASLST |  | QGYGASSLGF |
| NSTTDCLDYK |  | DQTASWKLNF |  | NADCLDYKDQ |  | TSSWKFQVL  |  |            |

A: Аланін

C: Цистеїн

D: Аспарагінова кислота

E: Глутамінова кислота

F: Фенілаланін

G: Гліцин

H: Гістидин

I: Ізолейцин

K: Лізин

L: Лейцин

M: Метіонін

N: Аспарагін

P: Пролін

Q: Глутамін

R: Аргінін

S: Серин

T: Треонін

V: Валін

W: Триптофан

Кодований геном білок за функцією належить до білків розвитку. 
Задіяний у такому біологічному процесі, як альтернативний сплайсинг. 
Білок має сайт для зв'язування з ДНК. 
Локалізований у ядрі.